# カリオフェリン
カリオフェリン(Karyopherin)は、真核生物において細胞質と細胞核の間の分子の輸送に関わる一群のタンパク質である。核の内部（核質）はカリオプラズム（karyoplasm）とも呼ばれる。一般的に、カリオフェリンの仲介する輸送は、核内外への出入り口として機能する核膜孔を通って行われる。ほとんどのタンパク質は、核膜孔を通過するのにカリオフェリンを必要とする。
カリオフェリンは、タンパク質が核内に入るのを助けるインポーチンまたはタンパク質が核外に出るのを助けるエクスポーチンとして働く。輸送体分類データベースでは、核膜孔複合体ファミリー（The Nuclear Pore Complex (NPC) Family）に属する。
輸送のためのエネルギーは、Ranタンパク質の勾配による。
ストレスを受けると、いくつかのカリオフェリンは輸送を停止し、細胞質のリボヌクレオタンパク質複合体の凝集体であるストレス顆粒の中に退避する。

## インポーチンβ
インポーチンβは、カーゴタンパク質の核内への輸送を助ける特殊なカリオフェリンである。最初に別の種類のカリオフェリンであるインポーチンαと結合し、これが細胞質内でカーゴタンパク質（積み荷）と結合する。その後、カーゴタンパク質はRanタンパク質の勾配によるエネルギーを用いて核膜孔を通って核内に輸送される。核内に入ると、カーゴはカリオフェリンから解離する。
インポーチンβは、インポーチンαアダプタータンパク質なしでもタンパク質を核内に輸送することができる。

## ヒトのカリオフェリン遺伝子
- KPNA1
- KPNA2
- KPNA3
- KPNA4
- KPNA5
- KPNA6
- KPNB1
- CRM1